# Lepaera
Lepaera (uit het Lenca: "Beek van de tijger") is een gemeente (gemeentecode 1313) in het departement Lempira in Honduras.

## Ligging
Het dorp ligt op een moerassige hoogvlakte, aan de voet van de berg Puca. Sommige straten zijn erg steil. Door de gemeente stromen de rivieren Río Grande en de Río del Valle.

## Geschiedenis
Het dorp is in elk geval ouder dan Gracias. De eerste bewoners van dit gebied waren Lenca's, Tolteken en Ch'orti'. Zij kwamen hier waarschijnlijk vanuit Cuscatlán, vanwaar zij gevlucht waren voor de Spanjaarden.

## Moderne tijd
De belangrijkste economische activiteiten zijn de teelt en de bewerking van koffie, en de handel. De plaatselijke koffie wordt Café del Palo genoemd. Er zijn verschillende kruideniers, winkels voor landbouwgereedschappen, en een benzinepomp. Verder heeft het dorp een hotel.
Er is elektriciteit en netwerk voor de mobiele telefoon. Verder is er stromend water, dat uit bronnen en stroompjes van de berg Puca komt.

## Bevolking
De bevolking is als volgt verdeeld:
| Vrouwen | 19.261 | 50,1% |
| Mannen  | 19.184 | 49,9% |

## Dorpen
De gemeente bestaat uit 45 dorpen (aldea), waarvan de grootste qua inwoneraantal: Lepaera (code 131301), Estancias (131314) en La Rinconada (131320).

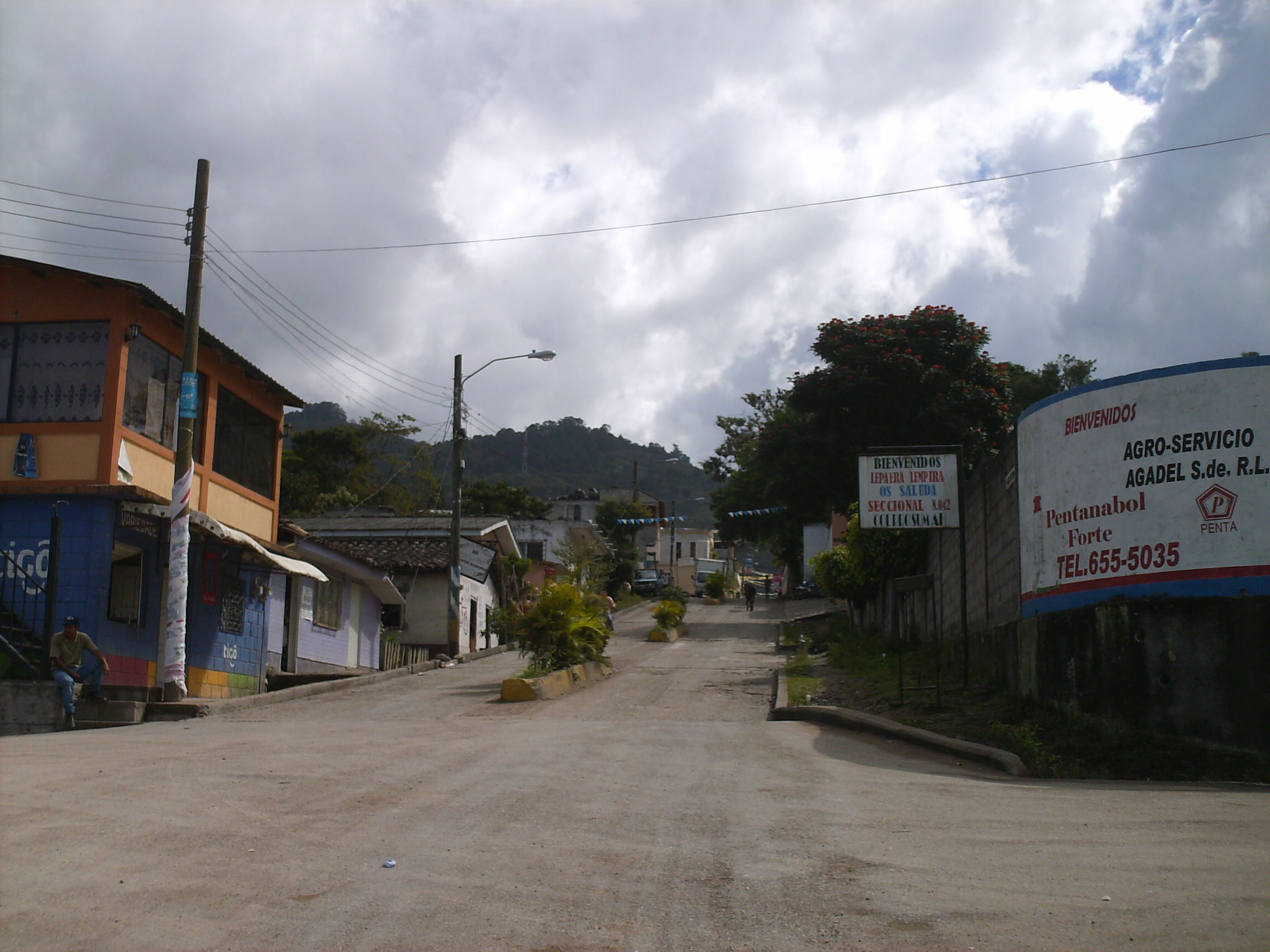
Toegang tot het dorp
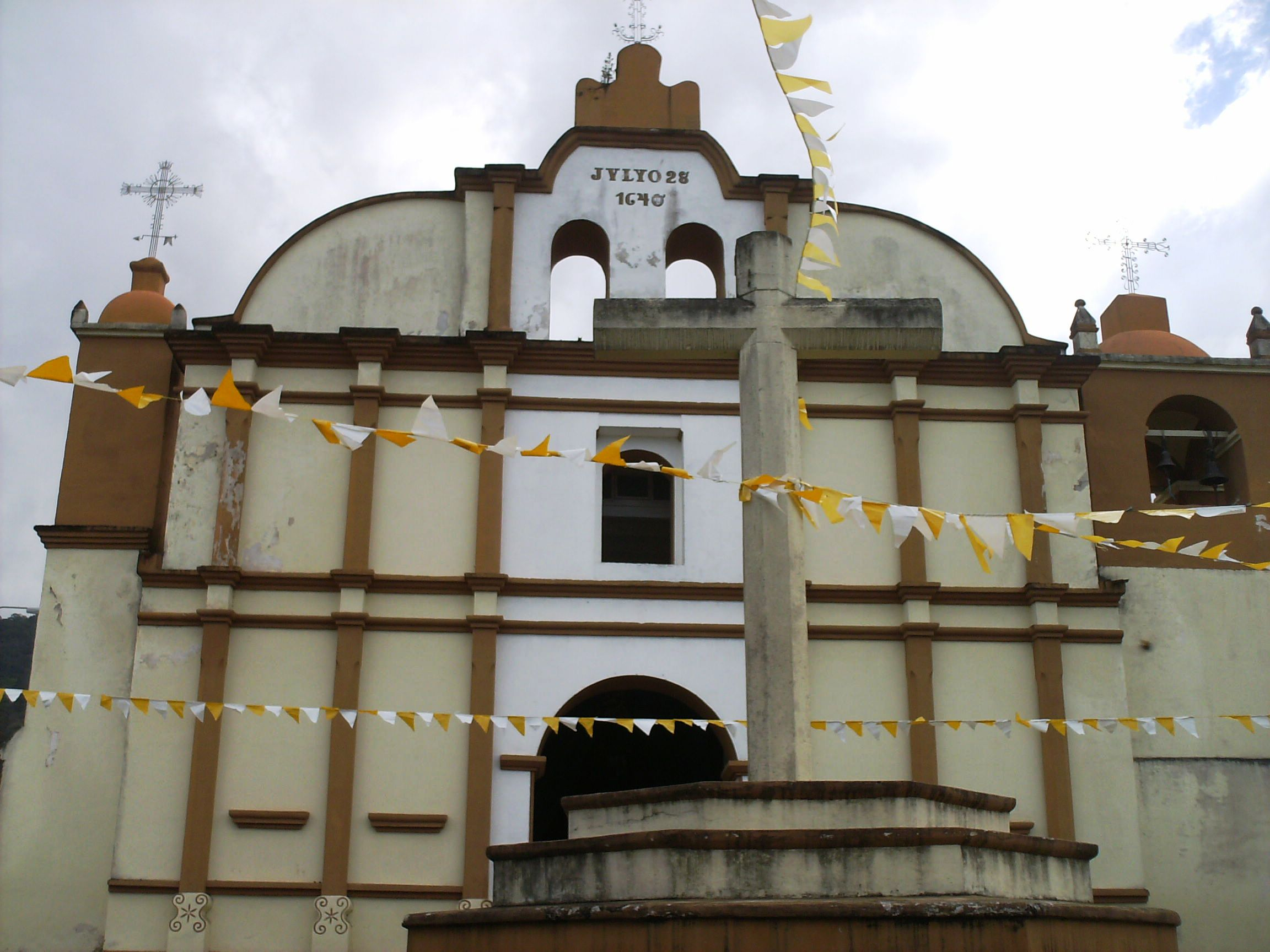
Kerk
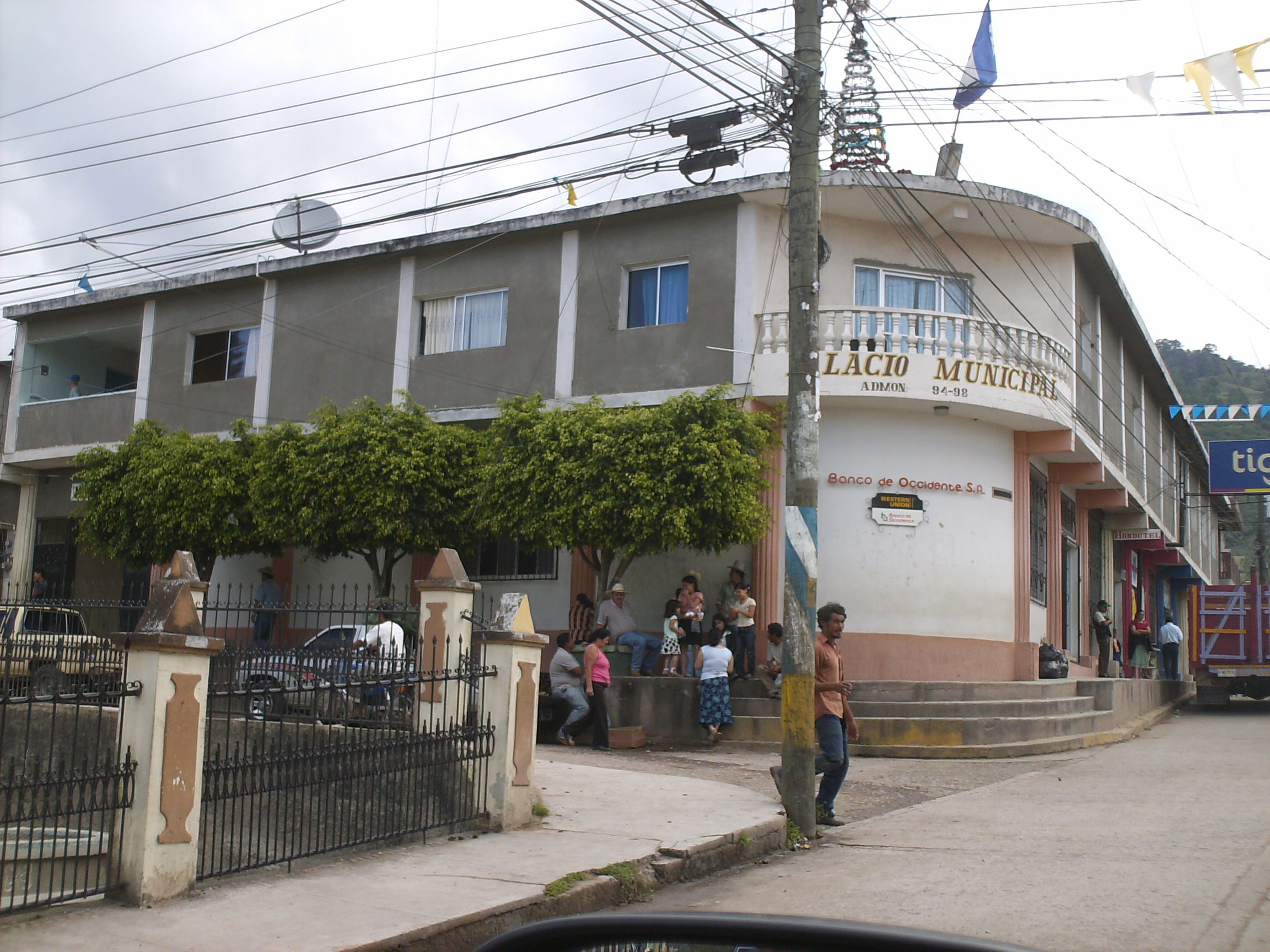
Ambtswoning van de burgemeester